# Carmel (hardware)
Carmel è il nome in codice della prima generazione della piattaforma Centrino sviluppata da Intel per i computer portatili. È stata presentata il 12 marzo 2003 ed è stata la capostipite delle varie generazioni che nel tempo hanno contribuito a rendere il nome "Centrino" sempre più sinonimo di "sistema portatile".

## Componenti
Con la presentazione di Carmel, Intel ha introdotto il concetto di "piattaforma" intesa come l'insieme di vari componenti chiave, sviluppati per funzionare in maniera sinergica. Carmel era basata su 3 componenti chiave, vale a dire, CPU, Chipset e Scheda wireless espressamente progettati per l'impiego in ambito mobile e quindi per avere come principale obiettivo il giusto bilanciamento tra prestazioni e consumi, e solo se un sistema integrava tutti e 3 i componenti suggeriti dalla casa madre, esso poteva fregiarsi del "logo Centrino", mentre se un produttore decideva di utilizzare solo la CPU suggerita ma una diversa scheda di rete wireless, esso avrebbe solo potuto portare il logo relativo alla CPU impiegata e non quello dell'intera piattaforma.

## Caratteristiche principali
La prima generazione della piattaforma Centrino era conosciuta, come detto, anche con il nome in codice Carmel. Di seguito i 3 componenti chiave della piattaforma:
- Processore - Pentium M Banias

Si trattava della prima generazione del nuovo processore Pentium M, ovvero il primo progetto Intel studiato per lavorare a frequenze operative più basse di quelle utilizzate nei prodotti destinati al settore desktop di allora. Era costruito a 130 nm con bus a 400 MHz, cache L2 di 1 MB e aveva un clock pari a poco più della metà di quello di un contemporaneo Pentium 4 Northwood ma competeva con esso nelle prestazioni, pur mantenendo i consumi a livelli molto più bassi.
- Chipset - i855

Si trattava di un'evoluzione del chipset per il settore desktop i845, con delle precise modifiche mirate ad ottimizzarne il consumo massimo e poter quindi essere impiegato con successo in sistemi in cui il risparmio energetico risultava importante. Offriva il supporto fino a 2 GB di RAM di tipo DDR a 266 MHz, porte USB 2.0 e gestione dinamica dell'alimentazione, sempre a vantaggio dell'autonomia delle batterie.
- Scheda wireless - Intel PRO/Wireless 2100

Consentiva la connessione a reti Wi-Fi con standard 802.11 a/b senza installare moduli di terze parti. In alcuni casi era disponibile anche la variante PRO/Wireless 2200 per gestire i protocolli 802.11 b/g.

## La piattaforma successiva
Un anno dopo la presentazione di Carmel e quindi del Pentium M Banias, a metà 2004 Intel presentò
il suo successore, Dothan, basato sulla stessa architettura ma realizzato mediante il processo produttivo a 90 nm. Trattandosi di un aggiornamento della sola CPU la piattaforma di riferimento rimase ancora Carmel, sebbene basata sul nuovo processore, e quindi rinominata formalmente "Carmel Refresh". Si trattava in effetti dello stesso approccio che Intel avrebbe poi utilizzato in seguito per successive generazioni della piattaforma Centrino.
Il 19 gennaio 2005 arrivò l'atteso aggiornamento dell'intera piattaforma che prese il nome di Sonoma che abbinava al processore Dothan il chipset Alviso e la scheda wireless Calexico 2.